# Salvador García
Salvador García Puig (Sant Adrià de Besòs, 1961. március 4. –) Európa-bajnoki ezüstérmes spanyol válogatott labdarúgó.

## Pályafutása

### Klubcsapatban
Sant Adrià de Besòsban született, Katalóniában. Pályafutása nagy részét a Barcelonában töltött,d e játszott többek között a Barcelona B-ben, a Real Zaragozában, a Hérculesben és a Logroñésben. A Barcelonával 1986-ban ligakupát, 1988-ban spanyol kupát nyert.  31 évesen fejezte be az aktív játékot, 156 első osztályú mérkőzéssel a háta mögött.  

### A válogatottban
1983 és 1984 között 6 alkalommal szerepelt a spanyol válogatottban. Egy Párizsban rendezett Franciaország elleni barátságos mérkőzés alkalmával mutatkozott be 1983. október 5-én. Részt vett az 1984-es Európa-bajnokságon.

## Sikerei, díjai
FC Barcelona
- Spanyol ligakupa (1): 1986
- Spanyol kupa (1): 1987–88

Spanyolország
- Európa-bajnoki döntős (1): 1984

## Külső hivatkozások
- Salvador García adatlapja a National-Football-Teams.com oldalon (angolul)

- Salvador García (angol nyelven). eu-football.info
- Salvador García (angol, katalán, spanyol nyelven). BDFutbol.com
- Salvador García (német nyelven). kicker.de
- Salvador García adatlapja a worldfootball.net oldalon (angolul)